# 奧斯特羅韋茨
奧斯特羅韋茨是白俄羅斯的城市，位於該國西北部，由格羅德諾州負責管轄，2006年人口8,300。2011年10月11日，白俄羅斯政府和俄羅斯公司簽署協議，計劃在該城附近興建全國首座核電站，一號發電站將在2017年竣工。

## 外部連結
- Photos on Radzima.org （页面存档备份，存于）
- Photos on Panoramio.com

54°36′49″N 25°57′19″E / 54.61361°N 25.95528°E